# Cthulhu macrofasciculumque
Genre
Espèce
Cthulhu macrofasciculumque, unique représentant du genre Cthulhu,  est une espèce d’excavés parabasaliens.

## Distribution
Ils vivent dans les entrailles des termites Prorhinotermes simplex.

## Description
Les cellules mesurent de 17 à 24 µm sur 7 à 12 µm.
Morphologie de l'appareil vegetatif :
Le Cthulu est un protiste flagellé qui contient un seul noyau anterieur et a une surface cellulaire très lisse. Avec plus de 20 flagelles, il est considéré comme un hypermastigonte (plus de 6 flagelles). 

## Nutrition
La zone trophique se situe au pôle postérieur de la cellule. Il peut ingérer des fragments de bois, les plus gros à l'aide d'un pseuopode.

## Reproduction
Il effectue une division binaire asexuée. Le fuseau mitotique portant les chromosomes lors de la division est extra nucléaire. 

## Locomotion
Il possède un faisceau de 20 flagelles à son extrémité antérieure et peut avoir un flagelle singulier à son extrémité postérieure, qu'il utilise pour nager. Il bat ses flagelles de manière synchrone pour se propulser. 

## Publication originale
- Erick R. James, Noriko Okamoto, Fabien Burki, Rudolf H. Scheffrahn, Patrick J. Keeling et Jonathan H. Badger, « Cthulhu Macrofasciculumque n. g., n. sp. and Cthylla Microfasciculumque n. g., n. sp., a Newly Identified Lineage of Parabasalian Termite Symbionts », PLoS ONE,‎ 18 mars 2013 (PMID 23526991, DOI 10.1371/journal.pone.0058509., lire en ligne)